# بيرن ولوثيان (رواية)
قصة بيرن ولوثيان التي ذكرها الكاتب جون تولكين في العديد من أعماله، هي قصة حب ومغامرات الإنسان الفاني بيرن والآلف العذراء الخالدة لوثيان. (وصفت الإصدارات المبكرة من القصة، والتي نُشرت في الكتاب المستقل في عام 2017، بيرن بأنه آلف من النولدوريين). كتب تولكين العديد من النسخ لقصتهم، وكان آخرها مجموعة السيلماريليون (مجموعة من الأشعار الخرافية)، وذُكرت القصة أيضًا في رواية سيد الخواتم. تدور أحداث القصة خلال العصر الأول للأرض الوسطى أي قبل 6500 عام من أحداث رواية سيد الخواتم.
قطع بيرن، نجل باراهير، قطعة سيلماريل من تاج مورغوث وقدمها كمهر للوثيان، ابنة الملك الآلف ثينغول وميليان المايا. قُتل على يد كاركاروث، ذئب أنغباند، وكان أول بشري يعود من الموت. عاش بعد ذلك مع لوثيان على جزيرة تول غالن في منطقة أوسّيرياند، وحارب الأقزام في سارن أثارد. كان الجد الأكبر لإيلروند وإيلروس وبالتالي فهو جد ملوك النومينوريين. اختارت لوثيان أن تصبح بشرية فانية وأن تشارك بيرن في قدره بعد تحقق طلب إحضار السيلماريل ووفاة بيرن.

## الإلهام
اعتُبرت قصة بيرن ولوثيان الجزء الأساسي من مجموعة روايات تولكين. تعكس القصة والشخصيات الحب بين تولكين وزوجته إديث. أُلهِم تولكين برقصة زوجته له في فسحة خضراء مليئة بالأزهار واعتمد على هذا الإلهام في وصف اللقاء الذي حدث بين بيرن ولوثيان. تشير بعض المصادر أيضًا إلى أن عائلة إديث رفضت تولكين في الأصل لأنه كان كاثوليكيًا. يشار إلى تولكين باسم بيرن وإلى إديث باسم لوثيان على قبر تولكين.

## وصلات خارجية
- The Tale of Beren and Lúthien at theonering.net